# Stanisław Ziemba

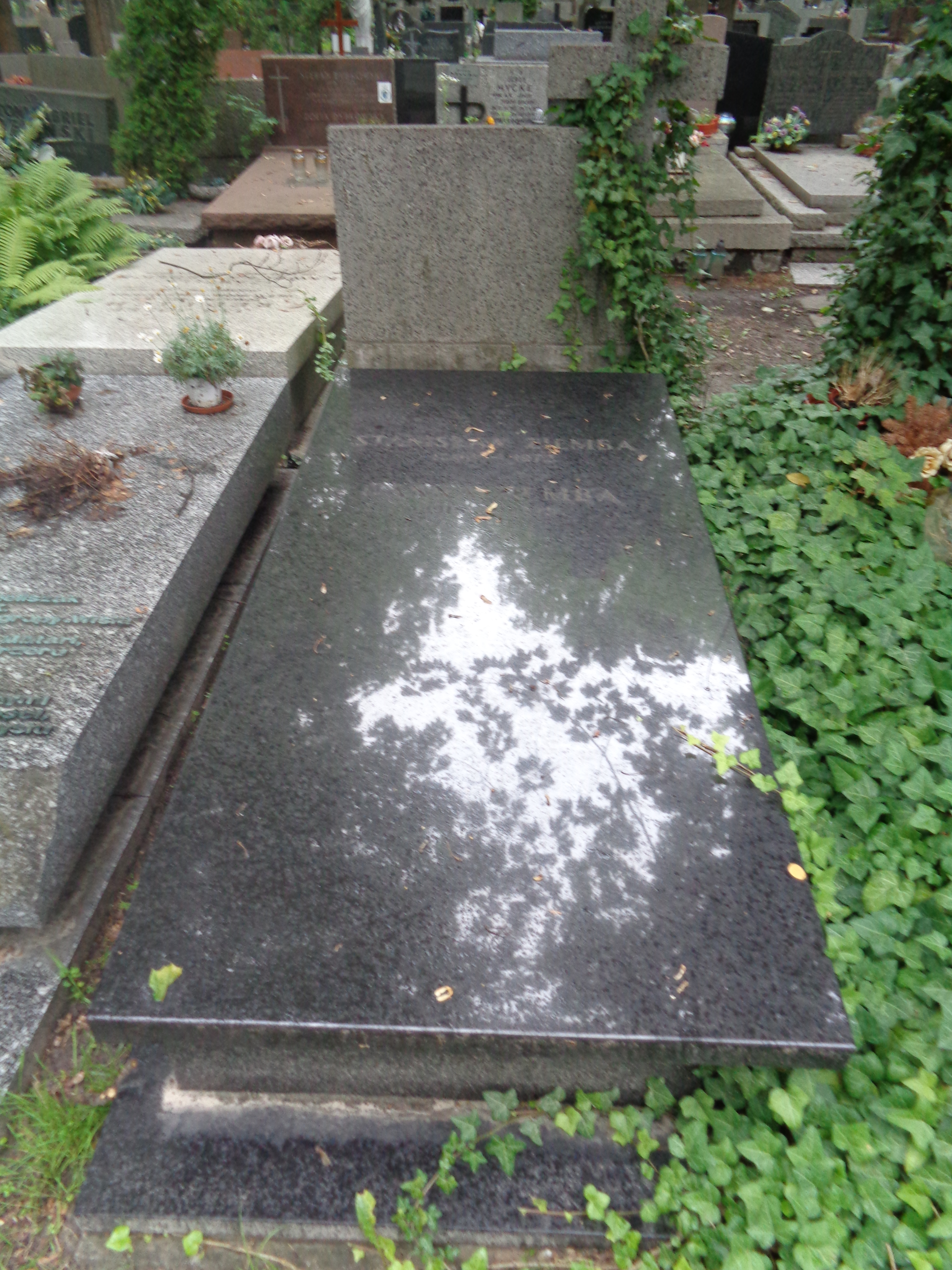
Grób Stanisława Ziemby na cmentarzu Wojskowym na Powązkach w Warszawie

Stanisław Ziemba (ur. 4 listopada 1908 w Niepołomicach, zm. 25 kwietnia 1972) – polski dziennikarz i działacz państwowy, redaktor naczelny „Dziennika Zachodniego” (1945–1947), poseł na Sejm PRL II kadencji (1957–1961).

## Życiorys
Syn Franciszka i Marii. W dwudziestoleciu międzywojennym pracował w katowickiej „Polonii”. Był instruktorem wychowania fizycznego.
Po wybuchu II wojny światowej we wrześniu 1939 uczestniczył w obronie Warszawy. Został aresztowany na terenie pogranicznym i przekazany przez Gestapo z Solinki do więzienia w Sanoku 12 marca 1940, a 15 grudnia 1940 zbiegł z tamtejszego szpitala. Podczas okupacji prowadził w Krakowie tajne kursy dziennikarskie, był redaktorem „Wiadomości” i „L’Information” przeznaczonego dla francuskojęzycznych jeńców. Stworzył działające tajnie Zrzeszenie Dziennikarzy Ziem Zachodnich. W 1944 walczył w powstaniu warszawskim jako żołnierz Armii Krajowej.
W 1945 znalazł się na Górnym Śląsku, podejmując pracę dziennikarza. Był założycielem i redaktorem naczelnym „Dziennika Zachodniego”. Zaangażował się w działalność w Stronnictwie Demokratycznym, będąc członkiem jego Zarządu Wojewódzkiego. Po odejściu z „DZ” w 1947 był redaktorem naczelnym „Sportu i Wczasów”, „Panoramy Śląskiej”, pracował także dla „Trybuny Robotniczej”. W 1960 został redaktorem naczelnym pisma „Tygodnik Polski”.
W latach 1957–1961 już jako bezpartyjny sprawował mandat posła na Sejm II kadencji wybranego w okręgu Katowice. Zasiadał w Komisji Spraw Wewnętrznych.
Pochowany wraz z Hanną Ziembą (1918–1975) na cmentarzu Wojskowym na Powązkach w Warszawie (kwatera B 20-6-11).

## Ordery i odznaczenia
- Złoty Krzyż Zasługi (18 stycznia 1946)[4]